# William Crothers
William Crothers (Markham, Ontario, 24 de diciembre de 1940) es un exatleta canadiense, especializado en la prueba de 800 m en la que llegó a ser subcampeón olímpico en 1964.

## Carrera deportiva
En los JJ. OO. de Tokio 1964 ganó la medalla de plata en los 800 metros, con un tiempo de 1:45.6 segundos, llegando a meta tras el neozelandés Peter Snell y por delante del keniano Wilson Kiprugut (bronce).